# Cubana de Aviación
Cubana Airlines (tiếng Tây Ban Nha: Cubana de Aviación) là hãng hàng không lớn nhất Cuba và là hãng hàng không quốc gia. Hãng này được thành lập ngày 8/10, 1929 và có trụ sở tại thủ đô La Habana, Cuba. Trung tâm hoạt động chính của Cubana là Sân bay Quốc tế José Martí. Đây là một trong những hãng hàng không mở ra kỷ nguyên các chuyến bay thương mại. Đây cũng là hãng sáng lập viên và thành viênc của: Hiệp hội Vận chuyển Hàng không Quốc tế (IATA), Hiệp hội Quốc tế về Viễn thông Hàng không và Hiệp hội Quốc tế Vận chuyển hàng không Mỹ La tin. Năm 2004, hãng này tổ chức kỷ niệm lần thứ 75 ngày thành lập.
Ngày nay, Cubana de Aviación S.A là hãng hàng không hàng đầu của Cuba, đảm trách vận chuyển khách, hàng hóa và thư tín bằng đường hàng không. Hãng có đại 32 đại diện ở các nước và 13 văn phòng ở khắp Cuba. Kể từ tháng 5/1959, hãng này là hãng 100% quốc doanh, trước đó là hãng tư nhân của các nhà đầu tư Cuba. Những nhà đầu tư này bị tước mất quyền sở hữu mà không được đền bù khi hãng bị quốc hữu hóa sau khi Fidel Castro lên nắm quyền. Đã có nhiều đơn kiện gửi lên tòa án ở Mỹ nhưng do thiếu quan hệ ngoại giao chính thức giữa Cuba và Hoa Kỳ nên không thể giải quyết được.

## Dịch vụ (các điểm đến theo lịch trình)
Cubana de Aviación có 40 điểm đến ở Cuba, châu Âu, vùng Caribbe, Bắc, Trung và Nam Mỹ.

## Các bạn hàng hợp tác
Cubana de Aviación có các hiệp định hợp tác bay chung với các hãng sau kể từ tháng 1 năm 2007:
- Aeroflot: Thông qua liên minh này, Cubana cung cấp các chuyến bay thẳng đến Moskva sân bay quốc tế Sheremetyevo.
- Blue Panorama Airlines: Thông qua liên minh này, Cubana phân chia chỗ trên các chuyến bay với Blue Panorama đến Roma và Milano.
- Air Europa: Thông qua liên minh này, Air Europa và Cubana cung cấp 10 chuyến mỗi tuần từ Madrid Sân bay Barajas, Tây Ban Nha.
- Aerocaribbean: Bằng hiệp định này, Cubana cung cấp nhiều điểm đến nội địa hơn và nhiều điểm đến vùng Caribbe hơn.
- Aeropostal: Thông qua liên minh này, Cubana cung cấp các chuyến ban đến Caracas sân bay quốc tế Simon Bolivar hàng ngày.
- Copa Airlines: Bằng hiệp định này, Copa Airlines vận hành các chuyến bay của Cubana đến thành phố Panama, Panama.
- Air Jamaica: Bằng hiệp định này, Cubana chia chỗ với Air Jamaica đến Kingston và Montego Bay, Jamaica.

## Đội tàu bay

### Đội tàu bay chở khách
Đội tàu bay của Cubana bao gồm các tàu bay sau (tháng Giêng/2007):
Vào tháng 1 năm 2007, đội bay của Cubana Airlines có tuổi đời trung bình là 5,2 tuổi.

### Đội tàu bay chở hàng của Cubana
Cubana Cargo cung cấp dịch vụ không vận hàng hóa trong Cuba và hơn 40 quốc gia. Dưới đay là đội tàu bay vận chuyển hàng hóa của Cubana từ tháng 1 năm 2007:

Trong số các loại tàu bay chở hàng sử dụng trước đây có Ilyushin IL-76 và Antonov AN-12.

## Tai nạn và sự cố
- Chuyến bay 455 của Cubana khởi hành từ Barbados đến Jamaica đã bị tấn công khủng bố và làm rơi vào ngày 6 tháng 10 1976. Tất cả 73 người trong chiếc máy bay Douglas DC-8 đã thiệt mạng trong vụ tai nạn đó.